# マグネチックスターラー

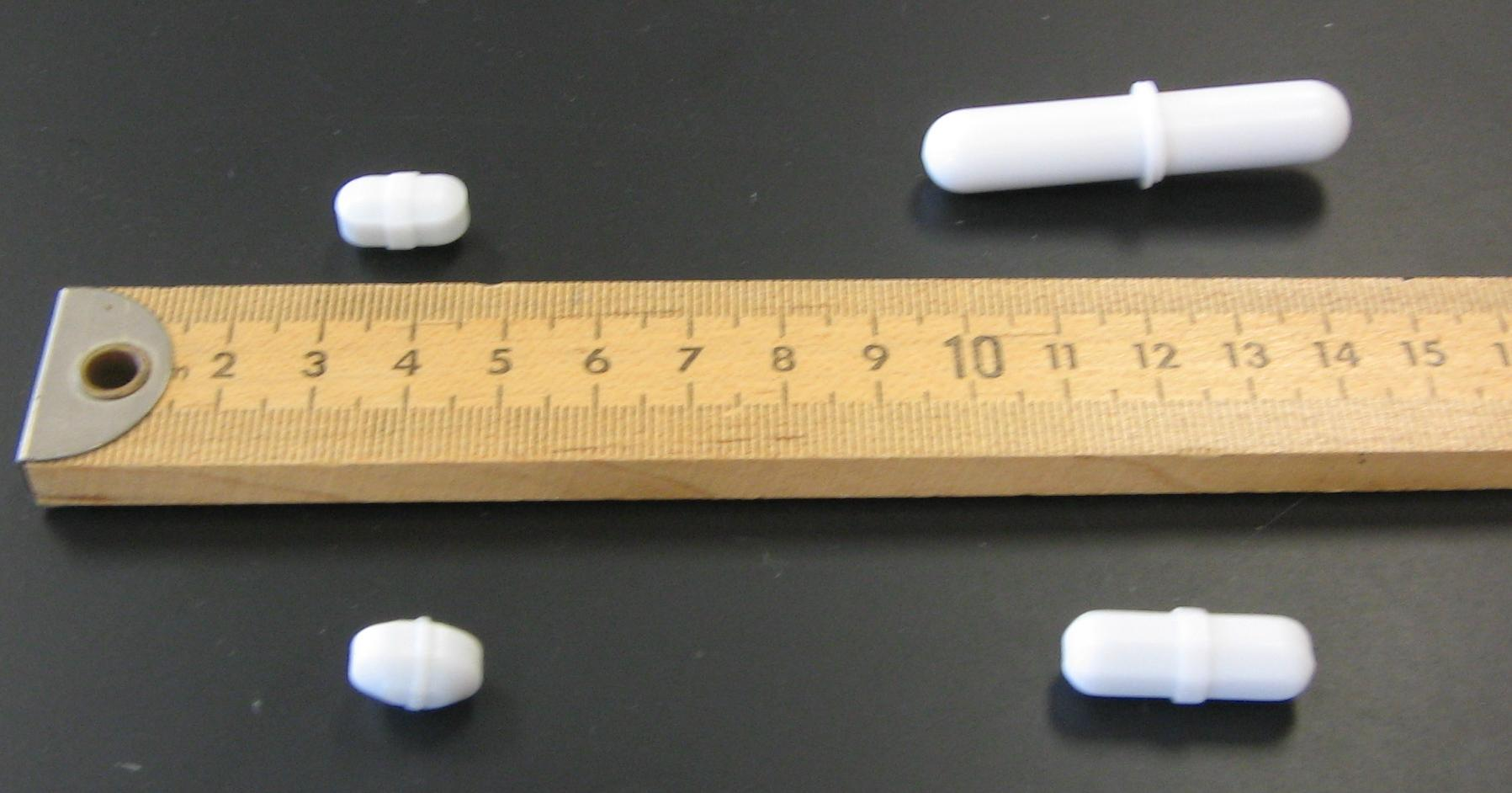
テフロン攪拌子

マグネチックスターラー（英: Magnetic stirrer）は、磁力を利用して攪拌子を回転させ、液体を攪拌する装置である。長時間一定の速度で自動的に液体を攪拌することができ、実験室で液体の混合を行う際や化学反応実験でよく用いられる。

## 概要
マグネチックスターラー本体の基本構造は筐体とドライブ部・コントロール部からなる。筐体においては、天板部の材質・構造の差異が特徴となる。材質はプラスチックや金属製のものが一般的であるが、化学薬品に対する耐性を意識してセラミックや耐蝕合金が用いられることがある。また、万一の薬品漏洩時に備えて、液体が周囲に流れ出さないように縁（土手）がついているものもある。
また、加熱・冷却を必要とする化学実験向けにホットプレート・恒温水槽（ウォーターバス・アイスバス）を組み込んだものも存在しており、有機合成実験などでは汎用される。特殊なものでは、攪拌効率を上げるために超音波発生装置を組み込んだものもある。ドライブ部では（通常）モーターで磁石を回転させる。このモーターは回転速度が可変式のものを用いる。高粘度液体の攪拌に用いられるものは高トルクモーター・強力磁石が用いられる。高度の防爆性を要求されるものでは、空気圧で動作する軸を使用するものもある。
コントロール部は、電源の管理、モーターの回転速度調整、ホットプレートなどをもつものではヒーターの温度調節のつまみと調整回路からなる。回転速度は回転させ始めは遅く、徐々に速くするように調整する。
日本での価格は一般的なもので数千円から数万円程度である。

### 攪拌子
容器に入れ、回転させて液体の攪拌に用いるチップを攪拌子（スターラーバー）と呼ぶ。
攪拌子は棒磁石をフッ素樹脂などで封止したもので、形状は細長い繭状のもの、八角棒状のもの、風車の羽根状のものなどがあり、攪拌効率・負荷量などの用途によって使い分ける。棒状のものが汎用性に優れるとされる。

## 歴史
ニュージャージー州・ニューアークのアーサー・ロシンガー (Arthur Rosinger) が1942年10月5日に出願し、1944年6月6日に所得した米国特許2350534号による。この特許はプラスチックコート棒を固定ユニットの回転する磁石によって駆動させるとの請求項を含んでいた。ロシンガーはこの特許について、磁石をプラスチック・ガラス・磁器などで被覆することは化学的に不活性にする狙いがあると説明した。
プラスチック被覆攪拌子は1940年代に英国魚雷実験団 (Torpedo Experimental Establishment,TEE) のエドワード・マクラフリン (Edward McLaughlin) によって独自に開発された。この攪拌子は回転速度を上げすぎると跳ね回ることから、彼はこれをノミ (flea) と名づけた。
これらに先行する特許としては、リチャード・H・ストリンガム (Richard H. Stringham) の1917年10月9日出願の米国特許1242493号による「固定した電磁石台による攪拌装置」がある。
初の多連式スターラーはSBS Companyのサルバダー・ボネット (Salvador Bonet) によって1977年に開発され、特許を所得した。彼はスターラーの力を「liters of water」として紹介した。

## 特性
モーターと連結された回転軸をもつ攪拌装置（メカニカルスターラー）と比較すると、高粘度液体の攪拌効率や超高速回転時の安定性などでは劣る。しかし、マグネチックスターラーは密閉容器内での攪拌が容易に行え、容器上のスペースの自由度が高い利点がある。

## 製造業者
- IKA 実験室装置
- Rührfischchen mit Jungtier Humorous article about stir bars (rührfischchen literally means: little stir fish), German language